# Radio Mauritanie
Radio Mauritanie, è l'ente radiofonico pubblico della Mauritania. Trasmette dalla capitale Nouakchott in arabo, in francese e in una serie di lingue locali.

## Storia
La radiofonia approdò in Mauritania durante la colonizzazione francese: il segnale, a quel tempo, arrivava da Saint-Louis, in Senegal.
Nel 1959, con la creazione di Radio Nationale, la Mauritania ebbe la sua prima stazione radiofonica nazionale, inizialmente equipaggiata solo con apparecchiature rudimentali e con uno spettro di trasmissione limitato.
Radio Nationale consolidò il proprio ruolo nel Paese dopo che la Mauritania ebbe ottenuto l'indipendenza, nel 1960.
Nel 1982 nacque la prima rete televisiva del Paese, Télévision de Mauritanie (TVM), che fu riunita, con Radio Nationale, nell'Office de Radio Télévision de Mauritanie (ORTM).
Nel 1990 la radio e la televisione furono separati in due entità autonome, TVM e Radio Mauritanie.
Nel corso degli anni duemila l'azienda ha aperto gradualmente anche 13 emittenti radiofoniche a carattere regionale, arrivando a coprire l'intero suo territorio.
Nel 2022 sono state create Radio Jeunesse, una stazione dedicata ai giovani, e Radio Coran, una stazione specializzata in programmi di tipo religioso musulmano.

## Servizi

### Radio nazionale[9]
| Nome            | Sede       | Тipo                  | Lancio | Lingua                         |
| --------------- | ---------- | --------------------- | ------ | ------------------------------ |
| Radio Nationale | Nouakchott | generalista           | 1959   | arabo, francese, lingue locali |
| Radio Jeunesse  | Nouakchott | programmi per giovani | 2022   | arabo, francese, lingue locali |
| Radio Coran     | Nouakchott | religione islamica    | 2022   | arabo, francese, lingue locali |

### Radio regionale[9]
| Nome                     | Sede                          | Тipo        | Lancio       | Lingua                         |
| ------------------------ | ----------------------------- | ----------- | ------------ | ------------------------------ |
| Radio Adrar              | regione di Adrar              | generalista | anni duemila | arabo, francese, lingue locali |
| Radio Assaba             | regione di Assaba             | generalista | anni duemila | arabo, francese, lingue locali |
| Radio Brakna             | regione di Brakna             | generalista | anni duemila | arabo, francese, lingue locali |
| Radio Dakhlet-Nouadhibou | regione di Dakhlet-Nouadhibou | generalista | anni duemila | arabo, francese, lingue locali |
| Radio Nouakchott         | distretto di Nouakchott       | generalista | anni duemila | arabo, francese, lingue locali |
| Radio Gorgol             | regione di Gorgol             | generalista | anni duemila | arabo, francese, lingue locali |
| Radio Guidimagha         | regione di Guidimagha         | generalista | anni duemila | arabo, francese, lingue locali |
| Radio Hodh-Charghi       | regione di Hodh-Charghi       | generalista | anni duemila | arabo, francese, lingue locali |
| Radio Hodh-Gharbi        | regione di Hodh-Gharbi        | generalista | anni duemila | arabo, francese, lingue locali |
| Radio Inchiri            | regione di Inchiri            | generalista | anni duemila | arabo, francese, lingue locali |
| Radio Tagant             | regione di Tagant             | generalista | anni duemila | arabo, francese                |
| Radio Tiris-Zemmour      | regione di Tiris-Zemmour      | generalista | anni duemila | arabo, francese, lingue locali |
| Radio Trarza             | regione di Trarza             | generalista | anni duemila | arabo, francese, lingue locali |

## Ricezione

### Terrestre
Radio Mauritanie trasmette in AM e in FM.

### Satellite[10]
| Satellite          | Badr 8                                        | Arabsat 5C                    |
| Posizione orbitale | 26.0° E                                       | 20.0° E                       |
| Canali             | Radio Mauritanie, Radio Coran, Radio Jeunesse | Radio Mauritanie, Radio Coran |
| Frequenza          | 12563 V                                       | 3884 R                        |
| SR                 | 27500                                         | 27500                         |
| FEC                | 2/3                                           | 5/6                           |
| Modulazione        | 8PSK                                          |                               |

### Streaming
Radio Mauritanie in streaming